# Marianne Beth
Marianne Beth (geboren als Marianne Weisl am 6. März 1890 in Wien, Österreich-Ungarn; gestorben 19. August 1984 in New York City) war eine aus Österreich stammende US-amerikanische Juristin, Soziologin und Frauenrechtlerin.

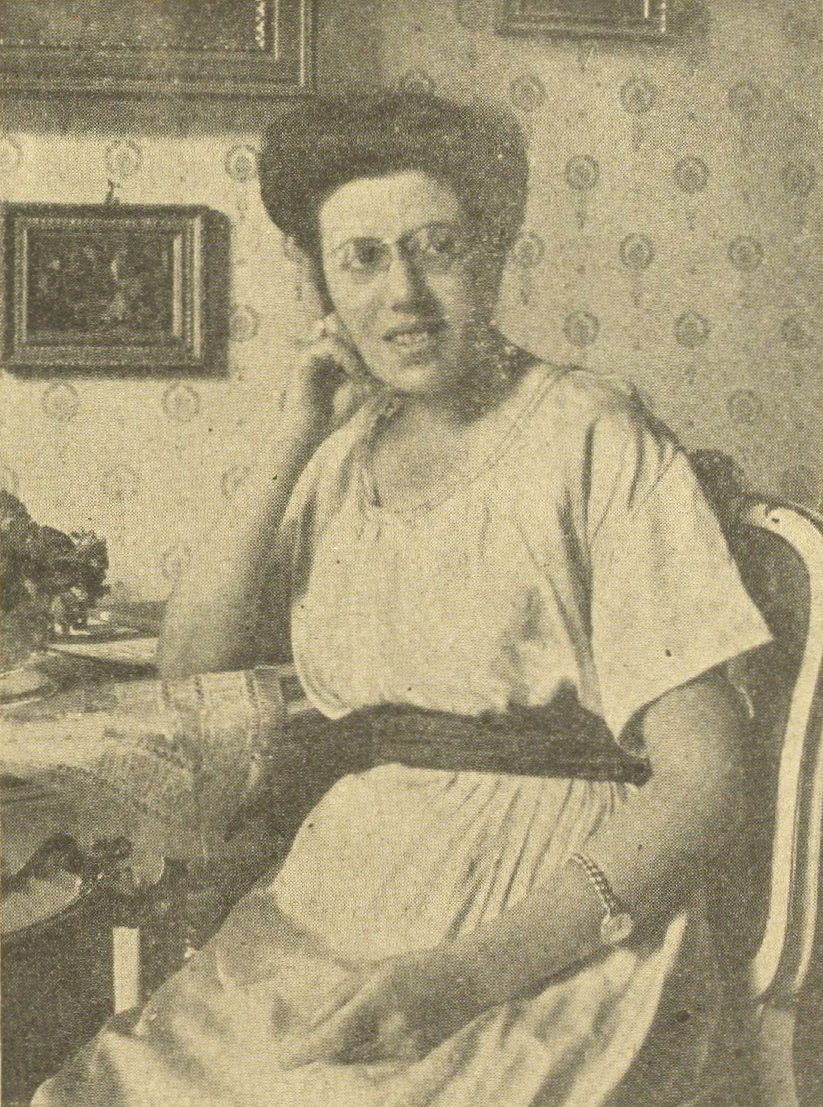
Marianne Beth
(Photo 1922 von Isidor Harkányi)

## Leben

### Beruflicher Werdegang
Marianne Weisl war die Tochter des nobilitierten Juristen Ernst Franz von Weisl und hatte den mosaischen Glauben. Sie erhielt Privatunterricht und legte zweimal jährlich die Semesterprüfung an einem Wiener Knabengymnasium ab, wo sie auch 1908 maturierte. Im Jahr 1911 heiratete sie den Berliner Religionswissenschaftler Karl Beth und konvertierte im Zuge dessen zum protestantischen Glauben.
Da sie als Frau vorerst zum Rechtsstudium nicht zugelassen wurde, studierte sie Orientalistik an der Philosophischen Fakultät der Universität Wien und wurde 1912 Dr. phil. Nach dem Ersten Weltkrieg studierte sie ab 1919 Rechtswissenschaft und promovierte im Jahr 1921 als erste Österreicherin zum Dr. jur. 1921 vollendete sie ihre juristische Ausbildung durch Gerichtspraxis und trat 1922 in die Kanzlei ihres Vaters ein. Parallel legte sie die Staatsprüfung in Englisch ab und wurde daraufhin als Gerichtsdolmetscherin am Oberlandesgericht Wien zugelassen. Ab 1929 war Beth als erste eingetragene Rechtsanwältin in Wien tätig.
Zudem schrieb sie Handbücher wie Neues Eherecht und Das Recht der Frau.

### Gesellschaftliches Engagement
Beth war Mitglied und Sekretärin der Religiösen Gesellschaft der Freunde (Quäker), Generalsekretärin des Internationalen Anwaltsverbands, im Vorstand des Bundes Österreichischer Frauenvereine und der Internationalen Vereinigung berufstätiger Frauen (Zweig Österreich), Präsidentin der Österreichischen Frauenorganisation und Vorsitzende der Vereinigung der berufstätigen Juristinnen Österreichs. 1929 war sie Gründungsmitglied und Präsidentin des Soroptimist Österreich. Sie beteiligte sich an der Gründung eines Kreditinstituts und eines Zentralrats für geistige Arbeiter sowie eines Mütterheims.

### Exil in den USA
Nachdem sie im Dezember 1938 als konvertierte Jüdin aus der Rechtsanwaltsliste gelöscht wurde, flüchtete sie noch im selben Monat in die USA. Von 1939 bis 1942 lehrte sie Soziologie und Deutsch am Reed College in Portland (Oregon). Danach arbeitete sie in einem Mädchenkinderheim und war Mitarbeiterin mehrerer soziologischer und sozialpsychologischer Fachzeitschriften.
1944 wurde sie US-amerikanische Staatsbürgerin. Ab dem Jahr 1955 war sie stellvertretende Leiterin am Universal Translation Bureau in Chicago tätig und wechselte danach in die Ölindustrie.

## Marianne Beth Preis
2021 wurde der „Marianne Beth Preis – Preis zur Wahrung der Rechtsstaatlichkeit in Österreich“ vom Österreichischen Rechtsanwaltskammertag gestiftet. Erste Preisträgerin wurde 2022 Helene Klaar, eine Rechtsanwältin für Scheidungsrecht.

## Auszeichnungen
- 1930: Preis der Kant-Gesellschaft Berlin Kant-Preis für eine Studie zur Psychologie des Glaubens[5]

## Schriften
- Neues Eherecht. Eine rechtsvergleichende Studie mit besonderer Berücksichtigung der Gesetzgebung von Deutschland, der Schweiz, Österreich u. a. M. Breitenstein, Wien / Leipzig 1925, DNB 578874237.
- Dr. jur. et phil. Marianne Beth, Advokatin, Wien. In: Führende Frauen Europas. In 16 Selbstschilderungen. E. Reinhardt, München 1928, DNB 365855219, S. 94–115. Inhaltsverzeichnis
- Das Recht der Frau. Staatsdruckerei, Wien 1931, DNB 572359055.
- Dietmar Goltschnigg (Hrsg.): Marianne Beth. Ein brüchiges Leben in Briefen aus Wien und dem amerikanischen Exil. Böhlau Verlag, Wien 2021, ISBN 978-3-205-21340-6 (vandenhoeck-ruprecht-verlage.com).